# Sphodromantis
Sphodromantis — рід великих богомолів з родини Mantidae. Містить близько 35 видів, поширених в Африці та на Близькому Сході. Подібні до представників роду Hierodula, тому низку видів відносили то до одного, то до іншого роду.

## Опис
Великі богомоли, розміром до 8 см. Голова товста, передній склерит з двома килями. Фасеткові очі кулясті, між ними є невеличкий, але помітний горбик. Передньоспинка міцна, довша за тазики передніх ніг. Ці тазики з внутрішніми верхівковими лопатями та шипами. Передні стегна товсті, прямі або злегка вигнуті, з 4 дискоїдальними та 4зовнішніми шипами та гладкою зоною між ними. На передніх гомілках 9-11 зовнішніх шипів. Середні та задні стегна з верхівковими шипами та колінними лопатями. Перший членик задньої лапки довший за інші 4, разом узяті.
Обидві статі крилаті, добре літають. Надкрила на поверхні біля переднього краю неправильно сітчасті. Задні крила прозорі.

## Різноманіття
Відомо близько 35 видів. Типовим видом є S. viridis Forskal, поширений в Африці, на Близькому Сході та в Південній Європі.

## Значення для людини
Низку видів роду зображено на марках, зокрема S. gastrica, S. lineola, S. viridis.

## Галерея

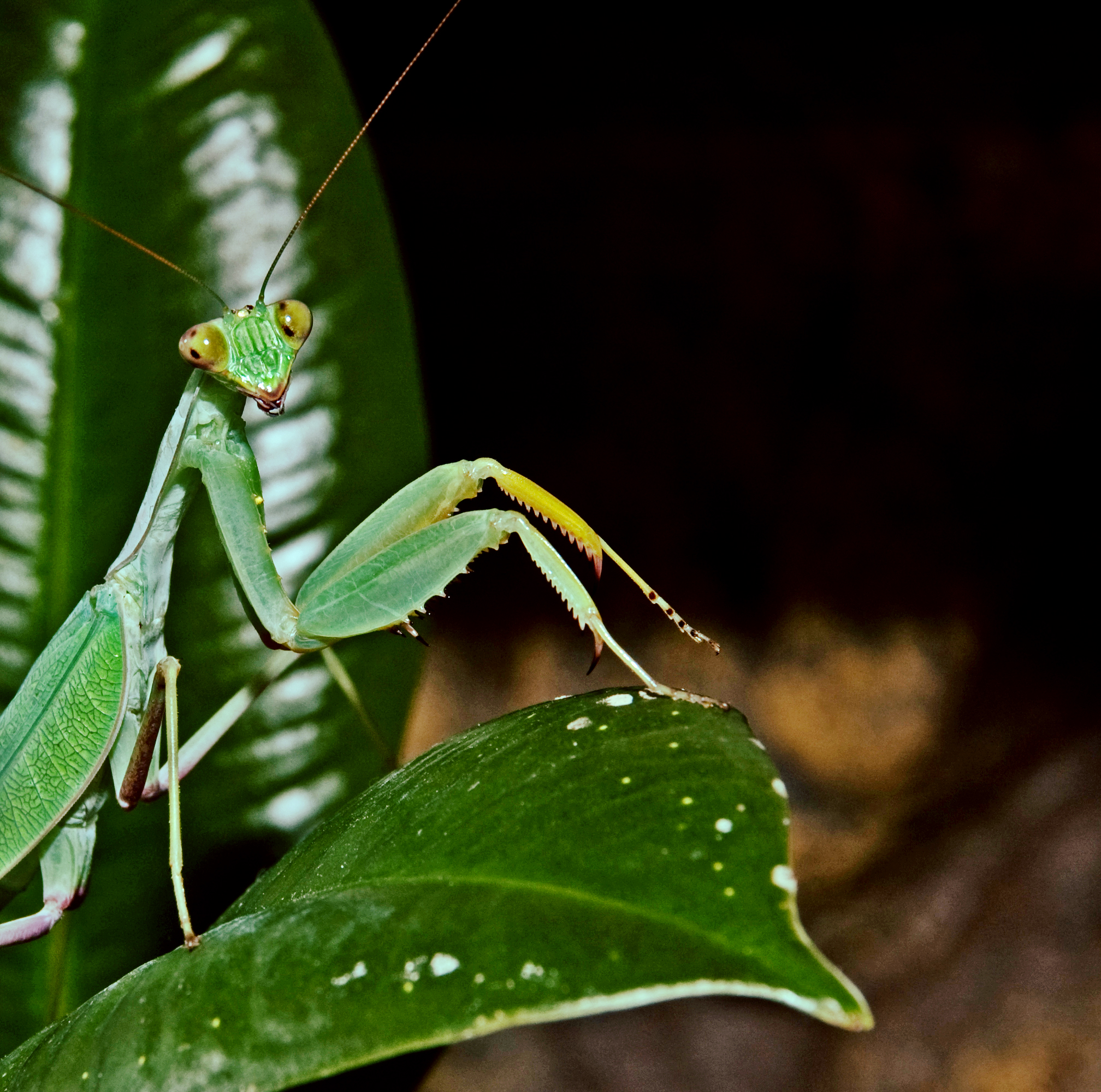
Sphodromantis baccettii
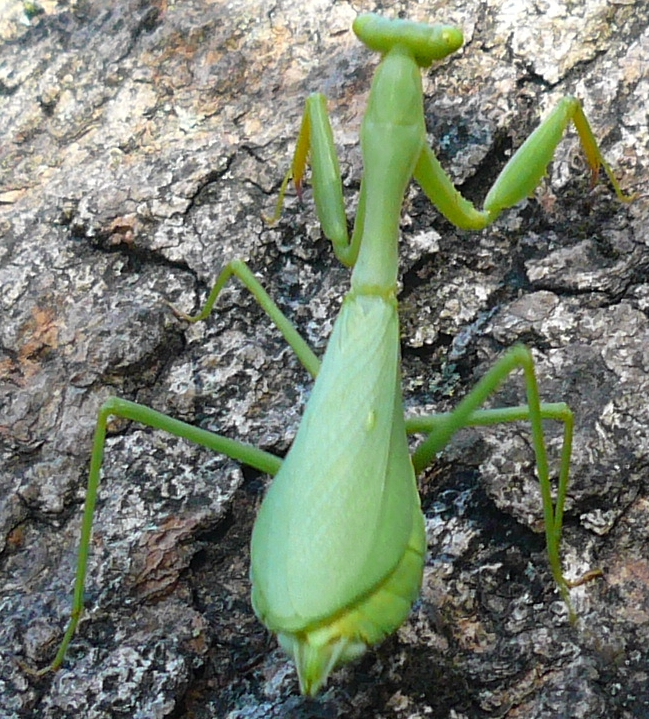
Sphodromantis gastrica, Південна Африка
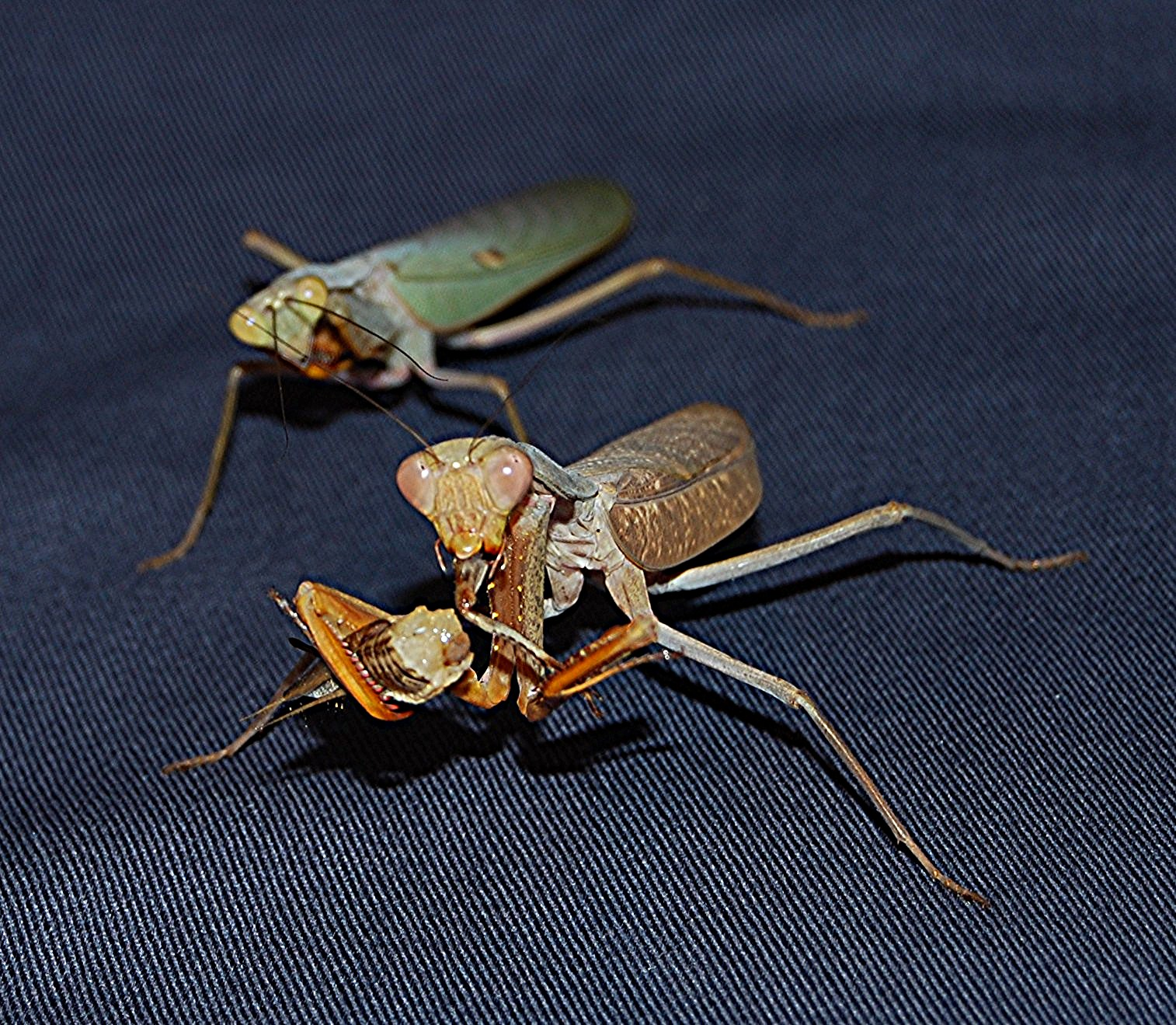
Sphodromantis lineola, Гана
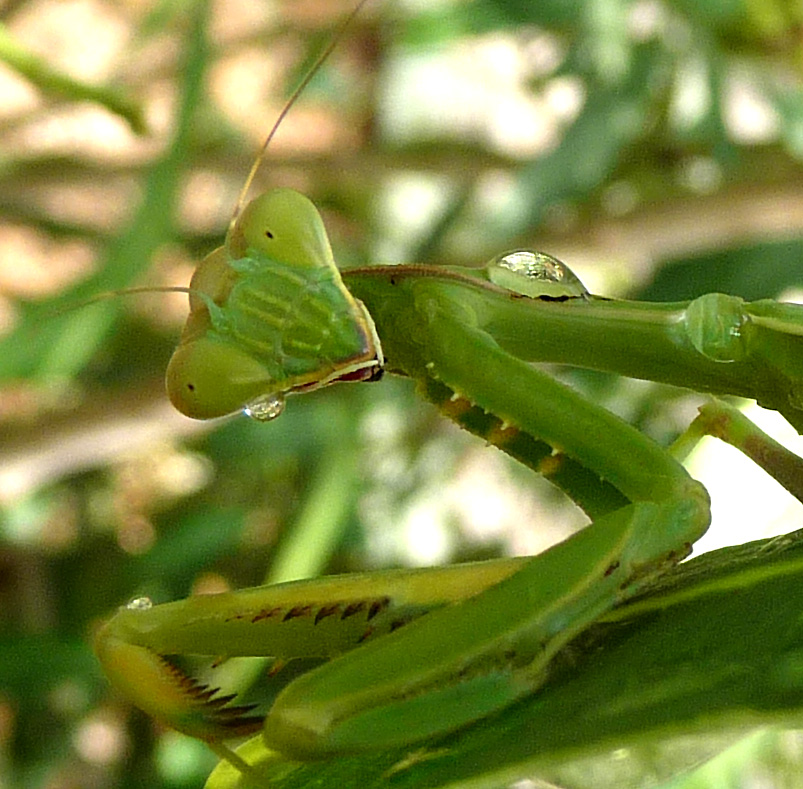
Sphodromantis viridis, Іспанія